# Upetrom Grup
Upetrom Group este o companie din România care are activități în domeniul forajului marin și terestru, producției de echipament petrolier și turism. Din grup fac parte companiile Grup Servicii Petroliere (GSP), producătorul de utilaj petrolier „Upetrom 1 Mai Ploiești”, și Vega Turism.
Număr de angajați în 2008: 6.000

## Vega Turism
Vega Turism deține hotelul Vega din stațiunea Mamaia, clubul Casa cu Lei din Constanța și agenția de turism Vega Travel.
Compania administrează și singura plajă certificată Blue Flag din stațiunea Mamaia, Vega Beach.
Hotelul Vega a fost achiziționat în 2005 de la acționari persoane fizice și de la Asociația Salariaților.
Valoarea tranzacției a fost de 2,5 milioane de euro.
Înainte de preluarea de către Vega Turism, hotelul era clasificat la 3 stele.
Pentru modernizare și renovare compania a alocat alte 10 milioane de euro, pentru a-l ridica la cinci stele.
Hotelul, situat în partea de nord a stațiunii Mamaia, are o capacitate de 126 de spații de cazare și 135 de angajați.